# Штадлер, Эрнст
Эрнст Мария Рихард Шта́длер (нем. Ernst Maria Richard Stadler; 11 августа 1883, Кольмар, Германская империя, — 30 октября 1914, Ипр, Бельгия) — немецко-французский поэт, писатель, филолог и переводчик. Один из представителей раннего экспрессионизма.

## Биография
Эрнст Штадлер родился 11 августа 1883 года в эльзасском Кольмаре, входившем в то время в состав Германской империи (ныне это один из французских регионов). Его родной город лежит на границе двух стран, на территории, которая веками была предметом спора между Германией и Францией. Это во многом предопределило будущую судьбу литератора Штадлера, круг его художественных и научных интересов.
Он родился в семье прокурора, посещал гимназию в Страсбурге. Там он познакомился со своими будущими друзьями — литераторами Рене Шикеле и Отто Флаке. В 1902 году они совместно издавали журнал (нем. «Der Stürmer», позднее переименованный в нем. «Der Merker»). В Страсбурге, а затем в Мюнхене Штадлер изучал германистику, романистику и сравнительное языкознание. В результате за научную работу о рыцарском романе «Парцифаль» ему была присуждена докторская степень.
В 1906-08 годах он работал доцентом в Оксфорде, а затем получил доцентуру в Страсбурге за своё исследование о переводах Виланда из Шекспира. С 1910 по 1914 год Штадлер преподавал германскую филологию в качестве профессора в Брюсселе.
Он был вынужден отклонить предложение отправиться с лекциями в Торонто, так как началась Первая мировая война, и он был призван на фронт в чине офицера артиллерии. В том же году он погиб близ деревушки Зандвоорде под Ипром в результате разрыва гранаты.

## Творчество
После опубликования сборника стихов «Порыв» (нем. Aufbruch, 1914) Штадлер стал одной из наиболее значительных фигур раннего литературного экспрессионизма. В отличие от своего современника Георга Гейма, он не отпугивал читателей предсказаниями будущей беды. Он призывал к прорыву в лучший мир, пытался преодолеть депрессивные тенденции современного ему искусства. Он и его друг Рене Шикеле как эльзасцы в своих произведениях стремились к примирению и взаимопониманию между немецкой и французской культурами. Эту же цель Штадлер преследовал и в своей переводческой и научной деятельности. Он пытался найти точки взаимовлияния и единения двух народов. Впоследствии он стал одной из самых почитаемых фигур в среде экспрессионистов. Десять его стихотворений вошли в легендарную антологию «Сумерки человечества» (1919, издатель Курт Пинтус).

## Основные произведения
- Präludien (Gedichte, Straßburg 1904)
- Der Aufbruch (Gedichte, Leipzig 1914)